# Prix des députés
Le prix des députés est un prix littéraire français qui récompense l’ouvrage qu'un jury de parlementaires de l'Assemblée nationale française estime être « le meilleur livre politique » paru dans l’année, et est remis par le président de l'Assemblée nationale.
Le prix a été créé en 2004, en partenariat avec la SNCF pour sa première édition, Louis Gallois ayant participé à la cérémonie en tant que président de la SNCF. Le prix est doté d’un montant de 5 000 €. Le jury choisit un lauréat à partir d’une liste cautionnée par le comité de parrainage de La Journée du livre politique. La Journée du livre politique est organisée depuis 1991 par l’association Lire la société à l'Assemblée nationale. Lors de cette journée, il est également remis le prix du livre politique.
L'édition 2020 de la Journée du livre politique, prévue le 28 mars 2020, a été reportée en raison de la pandémie de Covid-19 et du confinement décidé par les autorités.

## Liste des lauréats

### Années 2000
- 2004 - Fadela Amara - Ni putes ni soumises (La Découverte)
- 2005 - Denis Tillinac - Le Venin de la mélancolie (La Table Ronde)
- 2006 :
  - Aristide Briand, le ferme conciliateur de Gérard Unger, Fayard
  - La République et sa diversité : Migrations, intégration, discrimination de Patrick Weil, Seuil
- 2007 - [sans lauréat]
- 2008 : Comment je suis devenu français Jacqueline Rémy -  (Seuil)
- 2009 : L'Enfer de Matignon. Ce sont eux qui en parlent le mieux de Raphaëlle Bacqué, Albin Michel

### Années 2010
- 2010 - Emmanuel Hoog, Mémoire année zéro (Seuil)
- 2011 : Nous les avons tant aimés, ou la chanson d'une génération de Jean-Pierre Jouyet, Robert Laffont[4]
  - Menton spéciale : Quai d'Orsay, chroniques diplomatiques d'Abel Lansac et Christophe Blain, Dargaud
    - Sans mémoire, le président se vide, de Bruno Le Maire, Gallimard
    - Eloge du politique de Vincent Peillon, Seuil
- 2012 : Populismes, la pente fatale de Dominique Reynié, Plon
  - Le Monde, les grandes crises politiques françaises 1958-2011 de Gérard Courtois, Perrin
  - Historien public de Pierre Nora, Gallimard
- 2013 - Renaud de Spens, Jean-Jacques Augier, Dictionnaire impertinent de la Chine (Éditions François Bourin)
- 2014 - Louis Mermaz - Il faut que je vous dise (Odile Jacob)
- 2015 - Joseph Daniel - La parole présidentielle, de la geste gaullienne à la frénésie médiatique (Éditions du Seuil)
- 2016 - Jean d'Ormesson, Je dirai malgré tout que cette vie fut belle (Gallimard)[5]
- 2017 - Magyd Cherfi, Ma part de Gaulois (Éditions Actes Sud)[6]
- 2018 : Fille de révolutionnaires de Laurence Debray, Stock[7],[8]
  - Macron, un président philosophe de Brice Couturier, L'Observatoire
  - Angela Merkel, l'ovni politique de Marion Van Renterghem, Les Arènes
- 2019 : Comment gouverner un peuple-roi ? Traité nouveau d'art politique de Pierre-Henri Tavoillot, Odile Jacob[9],[10]
  - La Faiblesse du vrai. Ce que la post-vérité fait à notre monde commun de Myriam Revault d'Allonnes, Seuil
  - La citoyenneté à l'épreuve. La Démocratie et les Juifs de Dominique Schnapper, Gallimard

### Années 2020
- 2020 : Bloc contre bloc : La dynamique du Macronisme de Jérôme Sainte-Marie, Cerf[11]
  - Coup de cœur : Une minute quarante-neuf seconde de Riss, Actes Sud. Le livre n'était pas dans les finalistes.
    - Se sentir mal dans une France qui va bien. La société paradoxale d'Hervé Le Bras, L'Aube
    - Ceux qui restent. Faire sa vie dans les campagnes en déclin de Benoit Coquard, La Découverte
- 2021 : Qu'est-ce qu'une nation de Pascal Ory[12]
  - Le Courage de la nuance de Jean Birnbaum
  - Apocalypse cognitive de Gérard Broner
- 2022 : Le Droit d'emmerder Dieu de Richard Malka, Grasset[13]
  - La Fracture. Comment la jeunesse d'aujourd'hui fait sécession : ses valeurs, ses choix, ses révoltes, ses espoirs… de Frédéric Dabi et Stewart Chau, Les Arènes
  - La France sous nos yeux, de Jérôme Fourquet et Jean-Laurent Cassely
- 2023 : Face à une guerre sainte de Sylviane Agacinski, Seuil[14]
  - 13 Novembre : Chroniques d'un procès de Sylvie Caster,  Les Échappés
  - Voyage au bout de la gauche : Des guerres fratricides à la Nupes, la folle histoire d'une renaissance de Laurent Telo, Stock
- 2024 : Ma Cinquième de Michèle Cotta, Bouquins[15]
  - Être Français d'Omar Youssef Souleimane, Flammarion
  - Le Piège Nord Stream de Marion Van Renterghem, Les Arènes
- 2025 : Nouvelle-Calédonie : la tragédie de Patrick Roger, Cerf
- Pierre Mauroy, le dernier socialiste de Pierre-Emmanuel Guigo, Passés composés, prix spécial des députés[16]
- Une étrange victoire, l’extrême-droite contre la politique de Michaël Foessel et Étienne Ollion, Seuil